# Сидоров, Фёдор Лаврентьевич
Фёдор Лаврентьевич Сидоров (18 сентября 1922 года, с. Михеевское, Лежневский район, Иваново-Вознесенская губерния, РСФСР, СССР — 14 января 2002 года) — советский и российский художник, народный художник Российской Федерации (1996).

## Биография
Родился 18 сентября 1922 года в селе Михеевское Ивановской области.
В 1941 году окончил Мстёрскую художественную профессионально-техническую школу.
Ветеран Великой Отечественной войны. Служил в составе 1 Белорусского фронта, форсировал Вислу, Одер, Нису, закончил войну в Германии.
Учился в Ленинградском институте живописи, скульптуры, архитектуры им. И. Е. Репина (1947-51).
Член Союза художников СССР с 1975 года.
Фёдор Лаврентьевич Сидоров умер 14 января 2002 года, похоронен на Введенском кладбище Москвы.

## Творческая деятельность
Мастер тематического портрета.
Основные работы: «Портрет Ф. Миттерана», «Портрет Л. Корзадана», «Портрет Т. Живкова», «Портрет М. Лань-фаня», «Портрет М. Жарова», «Портрет А, Хачатуряна», «Серый день», «Полдень», «Станиславский и М. Лань-фань», «Лесное озеро», «Портрет Ф. Яблонского», «Лосиный остров», «На Сунже»‚ «Порт Игарка», «Пробуждение», «Теплый день», «Портрет матери», «Ростов Великий», «Западная граница», «Майская зелень», «Родные места», «Церковь Покрова на Нерли», «Медвежьи озера», «На реке Пружонка», «Портрет Р. Арисменди», «Лето в Карпатах», «Сирень с незабудками», «Морозный день», «Закарпатский пейзаж».
Участник выставок: выставка произведений молодых художников (1956, 1957), выставка произведений художников-ветеранов ВОВ (1965, 1967), областная выставка «Подмосковье мое» (1968), зональная выставка «В едином строю» (1964, 1967, 1969, 1971, 1975), всесоюзная выставка «На страже мира» (1965), всесоюзная выставка «Всегда начеку», зональная выставка «Подмосковье» (1980, 1984, 1990), юбилейная выставка «50 лет МООСХ» (1996). Персональные выставки: Москва, а также Болгария, Германия, Норвегия, Марокко (1996—2001).
Работы находятся в Государственной Третьяковской галерее, музее имени Станиславского, музее имени Бахрушина, в коллекциях музеев России, а также в частных собраниях России и за рубежом.

## Награды
- Орден Отечественной войны I степени (1985)
- 2 ордена Красной Звезды (1947)
- Орден «Крест Грюнвальда» II степени
- Медаль «За оборону Москвы»
- Медаль «За освобождение Варшавы»
- Медаль «За победу над Германией в Великой Отечественной войне 1941—1945 гг.»
- Памятный знак 1-й Варшавской пехотной дивизии имени Т. Костюшко
- Народный художник Российской Федерации (1996)
- Заслуженный деятель искусств РСФСР (1991)
- Медаль «Ветеран труда»
- юбилейные медали